# Benedicta Gafah
Benedicta Gafah (sinh ngày 1 tháng 9 năm 1986) là một nữ diễn viên và là nhà sản xuất phim người Ghana. Cô đã được đặc trưng trong cả hai bộ phim Ghallywood và Kumawood bao gồm "Mirror Girl", "Azonto Ghost" và "April Fool". Cô là người đăng ký của Zylofon Media.

## Tuổi thơ
Gafah được sinh ra ở Asokore Mampong ở vùng Ashanti của Ghana cho ông bà Kwaku Badu. Cô có học vấn trung học tại Trường Trung học Phổ thông Trưởng lão ở Kumasi và Trường Trung học Phổ thông Tepa.

## Sự nghiệp
Gafah bắt đầu sự nghiệp với tư cách là một nữ diễn viên vào năm 2010  Cô là người sáng lập Benedicta Gafah Needy Foundation. cô trở thành người dẫn chương trình âm nhạc của tv3 năm 2019 

## Đóng phim
- Mirror Girl
- Odo Asa
- April Fool
- Poposipopo
- Devils Voice
- Azonto Ghost
- Kweku Saman
- Adoma
- Agyanka Ba
- Ewiase Ahenie
- I Know My Right
- Agya Koo Azonto

## Giải thưởng
| Năm  | Giải thưởng                    | thể loại                     | Kết quả   |
| ---- | ------------------------------ | ---------------------------- | --------- |
| 2015 | Giải thưởng điện ảnh Kumawood  | Nữ diễn viên của năm         | Đoạt giải |
| 2015 | Giải thưởng Nhân dân Thành phố | Nữ diễn viên triển vọng nhất | Đề cử     |
| 2013 | Giải thưởng KAM                | Khám phá của năm             | Đoạt giải |